# AZS Politechnika Warszawska w europejskich pucharach
Występy w europejskich pucharach sekcji siatkówki klubu AZS Politechnika Warszawska.

## AZS w europejskich pucharach

### Obecny sezon
| - Obecny sezon: 2011/12 - Obecne rozgrywki: Puchar Challenge siatkarzy - Obecna runda rozgrywek: Finał Pucharu Challenge |

### Puchar Challenge siatkarzy2011/2012

#### II runda kwalifikacyjna
| 15 grudnia 201118:00 | Mietałłurg Żłobin | 1:3(20:25, 25:20, 19:25, 19:25) | AZS Politechnika Warszawska | Pałac Sportu, Homel Widzów: 1 100 Sędzia: Kenneth Aro , Jan Herneth |
| 15 grudnia 201118:00 |                   | 1:3(20:25, 25:20, 19:25, 19:25) |                             | Pałac Sportu, Homel Widzów: 1 100 Sędzia: Kenneth Aro , Jan Herneth |

| 21 grudnia 201120:00 | AZS Politechnika Warszawska | 3:2(27:25, 21:25, 21:25, 25:20, 15:12) | Mietałłurg Żłobin | Hala Torwar, Warszawa Widzów: 2 500 Sędzia: Péter Szabó , Slobodan Kovačević |
| 21 grudnia 201120:00 |                             | 3:2(27:25, 21:25, 21:25, 25:20, 15:12) |                   | Hala Torwar, Warszawa Widzów: 2 500 Sędzia: Péter Szabó , Slobodan Kovačević |

#### I runda - 1/16 finału
| 12 stycznia 201219:00 | OK Mladost Marina Kaštela | 0:3(19:25, 18:25, 27:29) | AZS Politechnika Warszawska | Gradska dvorana Kaštela, Kaštel Stari Widzów: 300 Sędzia: Stefano Cesare , Sotirios Delikostidis |
| 12 stycznia 201219:00 |                           | 0:3(19:25, 18:25, 27:29) |                             | Gradska dvorana Kaštela, Kaštel Stari Widzów: 300 Sędzia: Stefano Cesare , Sotirios Delikostidis |

| 17 stycznia 201218:30 | AZS Politechnika Warszawska | 3:0(25:16, 25:17, 25:19) | OK Mladost Marina Kaštela | Hala Torwar, Warszawa Widzów: 1 500 Sędzia: Ołeksij Skibickij , Ognian Tankiszew |
| 17 stycznia 201218:30 |                             | 3:0(25:16, 25:17, 25:19) |                           | Hala Torwar, Warszawa Widzów: 1 500 Sędzia: Ołeksij Skibickij , Ognian Tankiszew |

#### II runda - 1/8 finału
| 1 lutego 201219:30 | Dinamo Krasnodar | 3:0(27:25, 21:21, 25:18) | AZS Politechnika Warszawska | Pałac Sportu „Olimp”, Krasnodar Widzów: 1 055 Sędzia: Ari Jokelainen , Péter Szabó |
| 1 lutego 201219:30 | Jakowlew - 19    | 3:0(27:25, 21:21, 25:18) | Żaliński - 10               | Pałac Sportu „Olimp”, Krasnodar Widzów: 1 055 Sędzia: Ari Jokelainen , Péter Szabó |

| 9.02.2012 18:30 | AZS Politechnika Warszawska | 3:1                                         | Dinamo Krasnodar | Hala Torwar, Warszawa widzów: 1 200 sędzia: Bart Frigne , Peter Hoger |
| 9.02.2012 18:30 | Szymański - 20              | (18:25, 25:22, 25:15, 29:27 złoty set 15:8) | Jakowlew - 19    | Hala Torwar, Warszawa widzów: 1 200 sędzia: Bart Frigne , Peter Hoger |
| 9.02.2012 18:30 | raport                      |                                             |                  | Hala Torwar, Warszawa widzów: 1 200 sędzia: Bart Frigne , Peter Hoger |

#### III runda - 1/4 finału
| 22 lutego 201219:00 | AZS Politechnika Warszawska | 3:1(31:29, 20:25, 27:25, 25:19) | Łokomotyw Charków | Arena Ursynów, Warszawa Widzów: 1 500 Sędzia: Toomas Murulo , Salvis Kurtišs |
| 22 lutego 201219:00 | Mikołajczak - 27            | 3:1(31:29, 20:25, 27:25, 25:19) | Tjutlin - 19      | Arena Ursynów, Warszawa Widzów: 1 500 Sędzia: Toomas Murulo , Salvis Kurtišs |

| 29 lutego 201218:00 | Łokomotyw Charków | 2:3(25:22, 28:26, 23:25, 23:25, 14:16) | AZS Politechnika Warszawska | Pałac Sportu „Łokomotyw”, Charków Widzów: 3 000 Sędzia: Zdravko Zdraveski , Slaviša Manojlović |
| 29 lutego 201218:00 |                   | 2:3(25:22, 28:26, 23:25, 23:25, 14:16) |                             | Pałac Sportu „Łokomotyw”, Charków Widzów: 3 000 Sędzia: Zdravko Zdraveski , Slaviša Manojlović |

#### IV runda - 1/2 finału
| 14 marca 201216:00 | Tomis Konstanca | 2:3(20:25, 25:21, 25:23, 18:25, 11:15) | AZS Politechnika Warszawska | Sala Sporturilor Constanta, Konstanca Widzów: 1250 Sędzia: Zsolt Mezöffy , Vladimir Simonović |
| 14 marca 201216:00 | Mayio - 23      | 2:3(20:25, 25:21, 25:23, 18:25, 11:15) | Żaliński - 19               | Sala Sporturilor Constanta, Konstanca Widzów: 1250 Sędzia: Zsolt Mezöffy , Vladimir Simonović |

| 17 marca 201218:00 | AZS Politechnika Warszawska | 3:1(25:22, 21:25, 25:22, 25:20) | Tomis Konstanca | Arena Ursynów, Warszawa Widzów: 2 000 Sędzia: Andrius Steponavičius , Zdenko Fatrdla |
| 17 marca 201218:00 | Żaliński - 14               | 3:1(25:22, 21:25, 25:22, 25:20) | Mayio - 18      | Arena Ursynów, Warszawa Widzów: 2 000 Sędzia: Andrius Steponavičius , Zdenko Fatrdla |

#### V runda - Finał
| 27 marca 201220:30 | AZS Politechnika Warszawska | 1:3(24:26, 25:23, 25:27, 20:25) | Tytan AZS Częstochowa | Arena Ursynów, Warszawa Widzów: 2250 Sędzia: Alexandros Varthalitis , Yanick Chaladay |
| 27 marca 201220:30 | Mikołajczak - 15            | 1:3(24:26, 25:23, 25:27, 20:25) | Murek - 21            | Arena Ursynów, Warszawa Widzów: 2250 Sędzia: Alexandros Varthalitis , Yanick Chaladay |

| 31 marca 201214:30 | Tytan AZS Częstochowa | 2:3(25:14, 25:22, 22:25, 23:25, 11:15) | AZS Politechnika Warszawska | Hala Polonia, Częstochowa Widzów: 2400 Sędzia: Dragutin Ćuk , Aage Christensen |
| 31 marca 201214:30 | Kamiński - 26         | 2:3(25:14, 25:22, 22:25, 23:25, 11:15) | Szymański - 20              | Hala Polonia, Częstochowa Widzów: 2400 Sędzia: Dragutin Ćuk , Aage Christensen |

### Puchar Challenge siatkarzy2013/2014

#### II runda kwalifikacyjna
| 5 listopada 201319:00 | AZS Politechnika Warszawska | 0:3(17:25, 17:25, 14:25) | Fenerbahçe Grundig | Hala Torwar, Warszawa Widzów: 3100 Sędzia: Lars Rydland , Mihai Armeanu |
| 5 listopada 201319:00 |                             | 0:3(17:25, 17:25, 14:25) |                    | Hala Torwar, Warszawa Widzów: 3100 Sędzia: Lars Rydland , Mihai Armeanu |

| 28 listopada 201319:30 | Fenerbahçe Grundig | 3:1(25:18, 31:33, 25:17, 25:18) | AZS Politechnika Warszawska | Burhan Felek Voleybol Salonu, Stambuł Widzów: 350 Sędzia: Nunzio Caltabiano , Roy Bensimon |
| 28 listopada 201319:30 |                    | 3:1(25:18, 31:33, 25:17, 25:18) |                             | Burhan Felek Voleybol Salonu, Stambuł Widzów: 350 Sędzia: Nunzio Caltabiano , Roy Bensimon |